# Panai

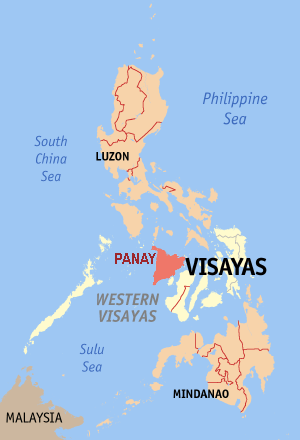
Localização de Panai

Panai (Panay) é uma ilha das Filipinas, no grupo das ilhas Visayas. Tem área de 11.514 km². Situa-se a sudeste de Mindoro e a noroeste de Negros, estando separada destas pelo estreito de Guimaras. Tem mais de 3,5 milhões de habitantes.
Na geografia da ilha distinguem-se três regiões: a ocidental, com montanhas até aos 2177 m do monte Madias; a planície central, percorrida pelos rios Sibalom, Jaro e Jalaúde; e as colinas do leste.
As principais cidades são Iloilo (380.000 hab.) e Roxas. A economia local é baseada no sector primário: açúcar, arroz e pesca. Também se exploram as selvas (ébano) e se extrai cobre, carvão, manganésio, cromo e mercúrio.
Quando os espanhóis liderados por Miguel López de Legazpi chegaram a Panai vindos de Cebu em 1569, encontraram indígenas com tatuagens, e chamaram-lhe "Isla de los Pintados". O nome Panai é de origem desconhecida.